# El renacido
El renacido (en inglés, The Revenant) es una película estadounidense semi-biográfica estrenada en diciembre de 2015, producida y dirigida por el mexicano Alejandro González Iñárritu. El guion fue escrito por González Iñárritu y Mark L. Smith, adaptado de la novela de Michael Punke, del mismo nombre, que describe las experiencias de Hugh Glass en 1823. Los protagonistas de El renacido  son Leonardo DiCaprio, Tom Hardy, Domhnall Gleeson y Will Poulter. Está basada en un personaje histórico, Hugh Glass, trampero y explorador de inicios del siglo XIX, en el que se inspiró Michael Punke para escribir la novela.
El desarrollo de la película empezó en agosto de 2002, cuando Akiva Goldsman compró los derechos para la adaptación de la novela de Punke. La cinta iba a ser dirigida por John Hillcoat y protagonizada por Christian Bale, pero ambos abandonaron el proyecto. En agosto de 2011, el director mexicano Alejandro González Iñárritu decidió dirigir la película. En abril de 2014, tras varios retrasos de producción debido a otros proyectos, González Iñárritu confirmó que estaba empezando The Revenant y que DiCaprio interpretaría el papel principal.
Fue nominada a 12 Premios Óscar en la 88.ª entrega, y ganó tres de ellos: Mejor director para Iñárritu, Mejor actor para DiCaprio y Mejor fotografía para Emmanuel Lubezki.

## Sinopsis
En 1823, Hugh Glass (Leonardo DiCaprio) guía a un grupo de tramperos pertenecientes al comerciante Andrew Henry (Domhnall Gleeson) en el territorio septentrional desorganizado de los Estados Unidos (actualmente, los estados de Dakota del norte y sur) cuando de repente sufren una emboscada por un grupo de indígenas arikara, que les roban las pieles que llevaban. Sin embargo, algunos logran escapar. Entre los supervivientes, Hugh Glass, el único hombre que conocía la ruta de regreso, resulta mortalmente herido por el ataque inesperado de un oso grizzly. Al ver la enorme dificultad de cargar con un moribundo y, además, en el crudo invierno, Andrew se ve obligado a abandonarlo en el bosque. Deciden acompañarlo su hijo mestizo Hawk (Forrest Goodluck) y dos de los hombres de la expedición: el joven Jim Bridger (Will Poulter) y el exmilitar John Fitzgerald (Tom Hardy).

## Reparto
- Leonardo DiCaprio es Hugh Glass
- Tom Hardy es John Fitzgerald

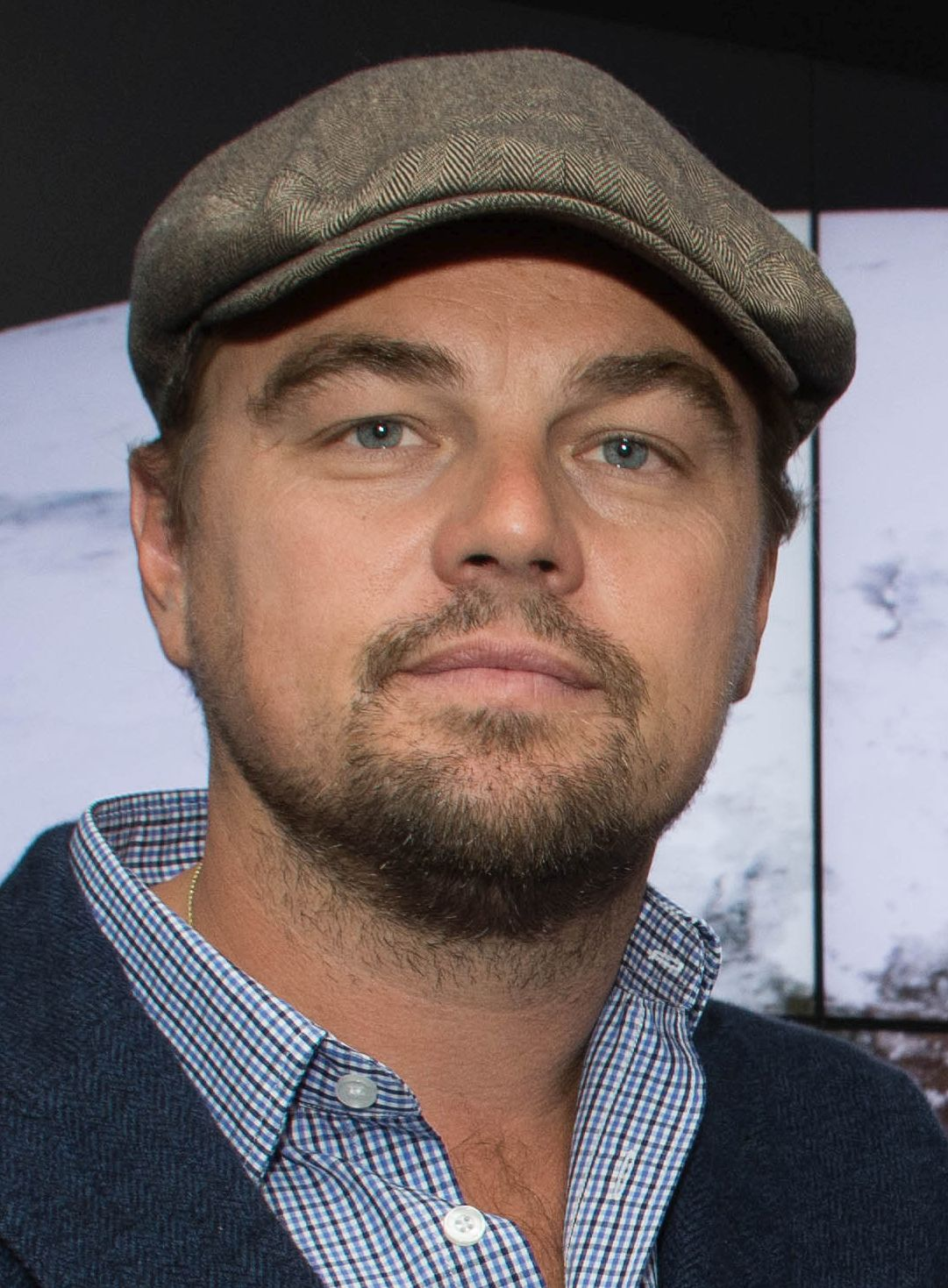
La actuación de Leonardo DiCaprio fue aclamada y le valió un Premio de la Academia, el primero de su carrera después de cinco nominaciones.

- Domhnall Gleeson es Capitán Andrew Henry
- Will Poulter es Jim Bridger
- Forrest Goodluck es Hawk Glass
- Paul Anderson es Anderson
- Kristoffer Joner es Murphy
- Duane Howard es Elk Dog
- Arthur Redcloud es Hikuc.
- Melaw Nakehk'o es Powaqa.
- Grace Dove es la esposa de Hugh Glass.
- Lukas Haas es Jones.
- Brad Carter es Johnnie.

## Producción

### Desarrollo y financiación
El desarrollo para la película empezó en agosto de 2001, con el productor Akiva Goldsman adquiriendo los derechos del libro de Michael Punke. Dabe Rabe había escrito el guion de la película. En mayo de 2010, Smith reveló que John Hillcoat se involucró para dirigir la película y que Christian Bale estaba en negociaciones para protagonizarla. Hillcoat dejó el proyecto en octubre de 2010. Goldsman también fue confirmado para producir con Weed Road Pictures. En noviembre, New Regency Productions se unió junto a Anonymous Content, y 20th Century Fox se confirmó como distribuidora de la película. Días después, González Iñárritu confirmó que estaba buscando a Leonardo DiCaprio y a Sean Penn para los papeles protagonistas.
La película estuvo en espera en marzo de 2012. En diciembre, González Iñárritu anunció que su próxima película sería Birdman, una comedia. González Iñárritu empezó la producción después de Birdman.
A la película se le dio un presupuesto de $60 millones, con $30 millones financiados por New Regency. RatPac Entertainment de Brett Ratner también financió la película.

### Rodaje
El rodaje principal comenzó en octubre de 2014 y terminó en marzo de 2015. Algunas escenas se rodaron en julio de 2015 en el río Olivia, en la ciudad de Ushuaia, capital de Tierra del Fuego, Argentina, así como en Columbia Británica; Kananaskis Country, Alberta; Canmore, Alberta; Mammoth Studios, Burnaby, Columbia Británica (estudio); Calgary, Alberta; Burnaby, Columbia Británica; todas estas localizaciones en Canadá; Libby en Montana, Alaska y California en EE. UU.

## Recepción crítica
El Renacido fue alabada por la crítica, con especial atención en las actuaciones de DiCaprio y Hardy y la dirección de Iñárritu. En Rotten Tomatoes la película tiene un índice aprobatorio del 80% basado en 349 reseñas, con un rating promedio de 7.9 sobre 10. El consenso afirma: "Tan bella como intransigente, "El Renacido" utiliza la actuación comprometida de Leonardo DiCaprio como combustible de un drama absorbente que ofrece desafíos punitivos y abundantes recompensas". En Metacritic cuenta con una puntuación de 76 sobre 100, basado en 50 críticos, indicando reseñas generalmente favorables.

## Estreno
Se estrenó el 25 de diciembre de 2015 limitadamente en Estados Unidos y el 8 de enero de 2016 en el resto del mundo.

## Premios y nominaciones
| Premio/Festival                      | Categoría                  | Nominados                                                                                  | Resultado | Ref.   |
| ------------------------------------ | -------------------------- | ------------------------------------------------------------------------------------------ | --------- | ------ |
| Premios Óscar                        | Mejor película             | Alejandro González Iñárritu, Steve Golin, Arnon Milchan, Mary Parent, Keith Redmon         | Nominado  | [ 11 ] |
| Premios Óscar                        | Mejor director             | Alejandro González Iñárritu                                                                | Ganador   | [ 11 ] |
| Premios Óscar                        | Mejor actor                | Leonardo DiCaprio                                                                          | Ganador   | [ 11 ] |
| Premios Óscar                        | Mejor actor de reparto     | Tom Hardy                                                                                  | Nominado  | [ 11 ] |
| Premios Óscar                        | Mejor Montaje              | Stephen Mirrione                                                                           | Nominado  | [ 11 ] |
| Premios Óscar                        | Mejores efectos visuales   | Rich McBride, Matthew Shumway, Jason Smith y Cameron Waldbauer                             | Nominada  | [ 11 ] |
| Premios Óscar                        | Mejor fotografía           | Emmanuel Lubezki                                                                           | Ganador   | [ 11 ] |
| Premios Óscar                        | Mejor diseño de producción | Jack Fisk y Hamish Purdy                                                                   | Nominada  | [ 11 ] |
| Premios Óscar                        | Mejor maquillaje y peinado | Siân Grigg, Duncan Jarman y Robert Pandini                                                 | Nominada  | [ 11 ] |
| Premios Óscar                        | Mejor sonido               | Jon Taylor, Frank A. Montaño, Randy Thom y Chris Duesterdisk                               | Nominada  | [ 11 ] |
| Premios Óscar                        | Mejor edición de sonido    | Martín Hernández y Lon Bender                                                              | Nominada  | [ 11 ] |
| Premios Óscar                        | Mejor vestuario            | Jacqueline West                                                                            | Nominada  | [ 11 ] |
| Premios BAFTA                        | Mejor película             |                                                                                            | Ganadora  | [ 12 ] |
| Premios BAFTA                        | Mejor director             | Alejandro González Iñárritu                                                                | Ganador   | [ 12 ] |
| Premios BAFTA                        | Mejor actor                | Leonardo DiCaprio                                                                          | Ganador   | [ 12 ] |
| Premios BAFTA                        | Mejor montaje              | Stephen Mirrione                                                                           | Nominado  | [ 12 ] |
| Premios BAFTA                        | Mejor fotografía           | Emmanuel Lubezki                                                                           | Ganador   | [ 12 ] |
| Premios BAFTA                        | Mejor música original      | Carsten Nicolai, Ryūichi Sakamoto                                                          | Nominado  | [ 12 ] |
| Premios BAFTA                        | Mejor sonido               | Chris Duesterdisk, Jon Taylor, Frank A. Montaño, Randy Thom, Martín Hernández y Lon Bender | Ganador   | [ 12 ] |
| Premios BAFTA                        | Mejor maquillaje y peinado | Siân Grigg, Duncan Jarman, y Robert Pandini                                                | Nominado  | [ 12 ] |
| Premios Globo de Oro                 | Mejor película - Drama     |                                                                                            | Ganadora  | [ 13 ] |
| Premios Globo de Oro                 | Mejor director             | Alejandro González Iñárritu                                                                | Ganador   | [ 13 ] |
| Premios Globo de Oro                 | Mejor actor - Drama        | Leonardo DiCaprio                                                                          | Ganador   | [ 13 ] |
| Premios Globo de Oro                 | Mejor banda sonora         | Ryuichi Sakamoto                                                                           | Nominado  | [ 13 ] |
| Premios SAG                          | Mejor actor                | Leonardo DiCaprio                                                                          | Ganador   | [ 14 ] |
| Premios Critics' Choice Movie Awards | Mejor película             |                                                                                            | Nominado  |        |
| Premios Critics' Choice Movie Awards | Mejor director             | Alejandro González Iñárritu                                                                | Nominado  |        |
| Premios Critics' Choice Movie Awards | Mejor actor                | Leonardo DiCaprio                                                                          | Ganador   |        |
| Premios Critics' Choice Movie Awards | Mejor actor de reparto     | Tom Hardy                                                                                  | Nominado  |        |
| Premios Critics' Choice Movie Awards | Mejor fotografía           | Emmanuel Lubezki                                                                           | Ganador   |        |
| Premios Critics' Choice Movie Awards | Mejor edición              | Stephen Mirrione                                                                           | Nominado  |        |
| Premios Critics' Choice Movie Awards | Mejor banda sonora         | Ryuichi Sakamoto                                                                           | Nominado  |        |
| Premios Critics' Choice Movie Awards | Mejor maquillaje y peinado | Siân Grigg, Duncan Jarman, y Robert Pandini                                                | Nominado  |        |
| Premios Critics' Choice Movie Awards | Mejores efectos visuales   | Rich McBride, Matthew Shumway, Jason Smith y Cameron Waldbauer                             | Nominado  |        |